# Jugosławia na Zimowych Igrzyskach Olimpijskich 1964
Jugosławię na Zimowych Igrzyskach Olimpijskich 1964 reprezentowało 31 zawodników: 29 mężczyzn i dwie kobiety. Był to szósty start reprezentacji Jugosławii na zimowych igrzyskach olimpijskich.

## Skład kadry

### Biegi narciarskie
Mężczyźni
| Zawodnik                                             | Konkurencja        | czas                     | Pozycja                  |
| ---------------------------------------------------- | ------------------ | ------------------------ | ------------------------ |
| Roman Seljak                                         | Bieg na 15 km      | 57:30,0                  | 46.                      |
| Cveto Pavčič                                         | Bieg na 15 km      | 58:21,0                  | 50.                      |
| Janko Kobentar                                       | Bieg na 15 km      | 1:01:14,6                | 60.                      |
| Mirko Bavče                                          | Bieg na 15 km      | Nie ukończył konkurencji | Nie ukończył konkurencji |
| Cveto Pavčič                                         | Bieg na 30 km      | 1:42:44,0                | 44.                      |
| Roman Seljak                                         | Bieg na 30 km      | 1:42:44,4                | 45.                      |
| Janko Kobentar                                       | Bieg na 30 km      | 1:45:04,7                | 50.                      |
| Roman Seljak Mirko Bavče Janko Kobentar Cveto Pavčič | Sztafeta 4 × 10 km | 2:37:30,6                | 12.                      |

### Hokej na lodzie
Reprezentacja mężczyzn
| - Aleksandar Anđelić - Miroljub Ðorđević - Albin Felc - Anton Jože Gale - Mirko Holbus - Bogo Jan - Ivo Jan - Marijan Kristan - Miran Krmelj |  | - Igor Radin - Ivo Ratej - Viktor Ravnik - Boris Renaud - Rašid Šemšedinović - Franc Smolej - Viktor Tišler - Vinko Valentar |

W rundzie kwalifikacyjnej reprezentacja Jugosławii uległa reprezentacji Kanady i awansowała do grupy "pocieszenia", w której zajęła szóste miejsce. Ostatecznie została sklasyfikowana na 14. miejscu.
| 27 stycznia 1964 | Kanada | 14:1 | Jugosławia | Messehalle |

| Godzina: 11:30 |  | (5:1, 6:0, 3:0) |  |  |

#### Grupa pocieszenia
| Drużyna    | M | Mecze | Mecze | Mecze | Bramki | Bramki | Bramki | Pkt |
| Drużyna    | M | W     | R     | P     | +      | -      | +/-    | Pkt |
| ---------- | - | ----- | ----- | ----- | ------ | ------ | ------ | --- |
| Polska     | 7 | 6     | 0     | 1     | 40     | 13     | +27    | 12  |
| Norwegia   | 7 | 5     | 0     | 2     | 40     | 19     | +21    | 10  |
| Japonia    | 7 | 4     | 1     | 2     | 35     | 31     | +4     | 9   |
| Rumunia    | 7 | 3     | 1     | 3     | 31     | 28     | +3     | 7   |
| Austria    | 7 | 3     | 1     | 3     | 24     | 28     | -2     | 7   |
| Jugosławia | 7 | 3     | 1     | 3     | 29     | 37     | -8     | 7   |
| Włochy     | 7 | 2     | 0     | 5     | 24     | 42     | -18    | 4   |
| Węgry      | 7 | 0     | 0     | 7     | 14     | 39     | -25    | 0   |

Wyniki
| 30 stycznia 1964 | Jugosławia | 2:6 | Austria | Eisstadion |

| Godzina: 15:30 |

| 1 lutego 1964 | Jugosławia | 5:3 | Włochy | Messehalle |

| Godzina: 20:00 |

| 2 lutego 1964 | Rumunia | 5:5 | Jugosławia | Messehalle |

| Godzina: 15:00 |

| 4 lutego 1964 | Japonia | 4:6 | Jugosławia | Messehalle |

| Godzina: 10:00 |

| 6 lutego 1964 | Węgry | 2:4 | Jugosławia | Messehalle |

| Godzina: 14:00 |

| 8 lutego 1964 | Jugosławia | 3:9 | Polska | Messehalle |

| Godzina: 11:00 |

| 9 lutego 1964 | Jugosławia | 4:8 | Norwegia | Messehalle |

| Godzina: 13:00 |

### Narciarstwo alpejskie
Mężczyźni
| Zawodnik         | Konkurencja | Konkurencja | Konkurencja   | Konkurencja   | Konkurencja                        | Konkurencja                        | Konkurencja                        | Konkurencja                        |
| Zawodnik         | Zjazd       | Zjazd       | Slalom gigant | Slalom gigant | Slalom specjalny                   | Slalom specjalny                   | Slalom specjalny                   | Slalom specjalny                   |
| Zawodnik         | Czas        | Pozycja     | Czas          | Pozycje       | Czas 1-go przejazdu                | Czas 2-go przejazdu                | Czas łączny                        | Pozycja                            |
| ---------------- | ----------- | ----------- | ------------- | ------------- | ---------------------------------- | ---------------------------------- | ---------------------------------- | ---------------------------------- |
| Peter Lakota     | 2:27,82     | 29.         | 2:00,98       | 33.           | 1:18,59                            | 1:07,65                            | 2:26,24                            | 32.                                |
| Fric Detiček     | 2:36,54     | 51.         | 2:11,76       | 50.           | Nie ukończył rundy kwalifikacyjnej | Nie ukończył rundy kwalifikacyjnej | Nie ukończył rundy kwalifikacyjnej | Nie ukończył rundy kwalifikacyjnej |
| Andrej Klinar    | 2:39,79     | 55.         | 2:10,18       | 45.           | Nie ukończył rundy kwalifikacyjnej | Nie ukończył rundy kwalifikacyjnej | Nie ukończył rundy kwalifikacyjnej | Nie ukończył rundy kwalifikacyjnej |
| Oto Pustoslemšek | 2:44,77     | 62.         | 2:22,46       | 67.           | Nie ukończył rundy kwalifikacyjnej | Nie ukończył rundy kwalifikacyjnej | Nie ukończył rundy kwalifikacyjnej | Nie ukończył rundy kwalifikacyjnej |

Kobiety
| Zawodniczka   | Konkurencja | Konkurencja | Konkurencja   | Konkurencja   | Konkurencja         | Konkurencja               | Konkurencja               | Konkurencja               |
| Zawodniczka   | Zjazd       | Zjazd       | Slalom gigant | Slalom gigant | Slalom specjalny    | Slalom specjalny          | Slalom specjalny          | Slalom specjalny          |
| Zawodniczka   | Czas        | Pozycja     | Czas          | Pozycja       | Czas 1-go przejazdu | Czas 2-go przejazdu       | Czas łączny               | Pozycja                   |
| ------------- | ----------- | ----------- | ------------- | ------------- | ------------------- | ------------------------- | ------------------------- | ------------------------- |
| Krista Fanedl | 2:04,22     | 31.         | 2:10,76       | 37.           | Dyskwalifikacja     | Nie ukończyła konkurencji | Nie ukończyła konkurencji | Nie ukończyła konkurencji |
| Majda Ankele  | 2:04,46     | 33.         | 2:01,81       | 25.           | 59,44               | 51,54                     | 1:50,98                   | 23.                       |

### Skoki narciarskie
Mężczyźni
| Konkurencja       | Skoczek     | Skok 1    | Skok 1 | Skok 2    | Skok 2 | Skok 3    | Skok 3 | Nota   | Pozycja |
| Konkurencja       | Skoczek     | odległość | Nota   | odległość | Nota   | odległość | Nota   | Nota   | Pozycja |
| ----------------- | ----------- | --------- | ------ | --------- | ------ | --------- | ------ | ------ | ------- |
| Skocznia normalna | Ludvik Zajc | 72,5      | 95,6   | 72,0      | 95,4   | 72,0      | 95,6   | 191,2  | 39.     |
| Skocznia normalna | Miro Oman   | 70,0      | 93,3   | 69,0      | 87,6   | 65,0      | 84,9   | 180,9  | 47.     |
| Skocznia normalna | Božo Jemc   | 70,0      | 89,8   | 66,5      | 81,1   | 68,0      | 86,50  | 176,30 | 49.     |
| Skocznia normalna | Peter Eržen | 70,5      | 89,9   | 71,0      | 58,5   | 67,5      | 84,4   | 174,30 | 50.     |
| Skocznia duża     | Miro Oman   | 80,5      | 89,40  | 79,0      | 92,2   | 76,0      | 93,3   | 185,5  | 36.     |
| Skocznia duża     | Peter Eržen | 84,0      | 93,0   | 75,5      | 84,9   | 74,0      | 88,4   | 181,4  | 39.     |
| Skocznia duża     | Božo Jemc   | 82,0      | 89,6   | 79,5      | 91,3   | 73,0      | 84,9   | 180,9  | 40.     |
| Skocznia duża     | Ludvik Zajc | 84,0      | 91,5   | 78,5      | 88,6   | 67,0      | 78,9   | 180,1  | 42.     |